# Deuxième guerre punique
Pour les articles homonymes, voir Guerre punique (homonymie).
« Guerre d'Hannibal » redirige ici. Pour le conflit de 1643-1645 aussi appelé « guerre d'Hannibal », voir Guerre de Torstenson.
Sauf précision contraire, les dates de cet article sont sous-entendues « avant l'ère commune » (AEC), c'est-à-dire « avant Jésus-Christ ».
Guerres puniques
Batailles
219 av. J.-C. : Sagonte
218 av. J.-C. : Rhône, Cissa, Tessin, La Trébie
217 av. J.-C. : Victumulae, Plaisance, Èbre, Lac Trasimène, Geronium
216 av. J.-C. : Cannes, Selva Litana, Nola (1re)
215 av. J.-C. : Cornus, Dertosa, Nola (2e)
214 av. J.-C. : Nola (3e) 
 213 av. J.-C. : Syracuse
212 av. J.-C. : Capoue (1re), Silarus, Herdonia(1re)
 211 av. J.-C. : Bétis, Capoue (2e)
210 av. J.-C. : Herdonia (2e), Numistro
209 av. J.-C. : Asculum, Carthagène
208 av. J.-C. : Baecula
207 av. J.-C. : Grumentum, Métaure
206 av. J.-C. : Ilipa, Carthagène (2e) (ca)
204 av. J.-C. : Crotone
203 av. J.-C. : Utique, Grandes Plaines
202 av. J.-C. : Zama
La deuxième guerre punique est le deuxième des trois conflits connus sous le nom de guerres puniques, qui opposent Rome à Carthage. Plus précisément, ce conflit se déroule au IIIe siècle av. J.-C., de 218 à 203 en Europe, puis de 203 à 201 en Afrique.
Cette guerre commence à l'initiative des Carthaginois, qui veulent prendre leur revanche à la suite de leur défaite lors de la première guerre punique. Cette guerre est assez connue par les moyens employés pour l'époque et pour ses conséquences : son coût humain (taille des populations concernées) et économique, l'impact décisif sur le contexte historique, politique et social, dans l'ensemble du monde méditerranéen et pour de nombreux siècles, sont considérables.
Contrairement à la première guerre punique, qui est menée et gagnée principalement sur mer, la seconde est une succession ininterrompue de batailles terrestres avec des mouvements de masses énormes d'infanterie, de cavalerie et d'éléphants. Les moyens maritimes sont presque exclusivement utilisés pour aider les armées dans leurs déplacements, ou encore pour les voyages des diplomates d'un royaume méditerranéen à l'autre. Bien que la conduite de la guerre ait généralement été perçue en suivant le chemin d'Hannibal de l'Ibérie à l'Italie du Sud, la Méditerranée est, en fait, directement et indirectement, impliquée dans le conflit entre Rome et Carthage. Le pourtour du bassin méditerranéen occidental est un énorme champ de bataille : l'Ibérie, la Gaule, la Gaule cisalpine, l'Italie, l'Afrique sont concernées ; les enjeux diplomatiques impliquent les ambassadeurs des deux rivaux en Numidie, en Grèce, en Macédoine, en Syrie, dans les royaumes de l'Anatolie, et en Égypte.
Les grandes figures de cet affrontement sont célèbres. Du côté carthaginois, le général Hannibal Barca passa avec ses éléphants les Pyrénées, le Rhône et les Alpes, et remporte une série de victoires sur les légions romaines. Du côté romain, les Scipion mènent des contre-attaques décisives en Ibérie, puis en Afrique. Hannibal est finalement battu par Scipion l'Africain à la bataille de Zama.

## Contexte géopolitique

### Carthage

Zone d'influence de Carthage et de Rome au début de la deuxième guerre punique.

À la fin de la première guerre punique, Carthage est dans une situation financière désastreuse. Des sommes énormes (près de 3 200 talents d'Eubée sur 10 ans) doivent être versées à titre de compensation à Rome. De plus, les riches territoires de Sicile sont perdus pour Carthage et passent sous le contrôle de Rome ; il est interdit à Carthage de porter la guerre contre Hiéron II de Syracuse. Carthage est par conséquent incapable de payer les mercenaires libyens et numides qui ont été utilisés durant la guerre. Ces mercenaires se révoltent et il faut trois ans d'efforts et de durs combats pour que Carthage écrase la sédition. Rome profite de cette révolte pour occuper la Sardaigne et la Corse, en 238 et 237,. Carthage est également obligée de payer une indemnité complémentaire de 1 200 talents, afin d'éviter une reprise de la guerre, car Carthage n'a alors plus les moyens de faire une nouvelle guerre contre Rome,. Cette action est considérée comme une blessure humiliante par les Carthaginois, qui subissent ainsi une défaite sans combattre.
Par ailleurs à la fin de cette guerre, Carthage a perdu une partie des territoires où elle effectuait un recrutement important. La Sicile et la Grande-Grèce sont désormais des territoires romains. Le recrutement des armées carthaginoises s'effectue alors principalement sur le territoire africain : à l'autel des frères Philènes, dans la Grande Syrte, sur la côte maure ou ibère, aux îles Baléares, à Melita (nom antique de l'actuelle île de Malte), à Pantelleria (île au centre du canal de Sicile, entre cette dernière et la Tunisie), chez les Libyens, à Hadrumète ou à Utique. Ces nouvelles unités permettent aux armées carthaginoises de pouvoir diversifier leurs tactiques de combat. Les Celtibères manient ainsi la falcata, les Baléares leur célèbre fronde et les Ligures le javelot.
À partir de 237, les Carthaginois s'étendent rapidement dans le Sud de l'Ibérie sous la conduite d'un membre de la famille des Barcides : Hamilcar Barca, puis son gendre Hasdrubal. Avec le bassin fertile du Guadalquivir, les mines de plomb argentifère de la sierra Morena et de la puissante colonie de Qart Hadasht, ainsi que la soumission des indigènes, cette région devient un grenier de blé, une riche région d'extraction de métaux précieux et une aire de recrutement de soldats appréciés.
Carthage récupère aussi sa puissance économique, grâce à son agriculture et son arboriculture dans les territoires africains, et à la vitalité de son commerce, notamment sous l'effet de la conquête de l'Ibérie barcide. Politiquement, les factions sont toujours présentes à Carthage avec une lutte entre l'aristocratie (dont la richesse est issue des grandes propriétés foncières, basées sur des cultures spécialisées) et une nouvelle « classe moyenne » (dont la richesse est issue du commerce et de l'artisanat),. De fortes luttes d'influence ont lieu pour prendre des décisions importantes, car cette nouvelle « classe moyenne » est plutôt favorable à une extension du territoire carthaginois sur les côtes de l'Europe.

### Rome

Carte géopolitique du bassin méditerranéen à la veille de la deuxième guerre punique.

Polybe raconte comment en cinquante-trois années Rome est devenue la maîtresse de la Méditerranée. La victoire sur les Carthaginois est un grand pas en avant, mais ce succès nécessite des décennies de lutte. Au moment de la première guerre punique, les Romains n'ont pas encore unifié toute l'Italie : des colonies grecques conservent jalousement leur liberté, les populations de la mer Adriatique sont simplement des alliés et les Samnites résistent.
Après la première guerre punique, Rome a les mains libres en Italie, et la cité vient d'obtenir sa première province en dehors de l'Italie : la Sicile, province riche, productive et très avancée sur le plan culturel. Le Sénat alors ne débat pas sur le « comment » ou le « si » élargir la domination, mais plutôt sur le « où », car Rome dispose d'importants moyens militaires et financiers. La décision prise est d'abord d'envahir la plaine du Pô, pour barrer la route du Sud vers la Ligurie et pour empêcher définitivement toute invasion des Gaulois. Rome cherche également à trouver des terres pour ses vétérans en créant diverses colonies[réf. nécessaire] et mène une guerre contre la reine d'Illyrie Teuta, dont le royaume menace le commerce entre l'Italie et la Grèce. Cette dernière guerre (la première guerre d'Illyrie) permet à Rome de s'introduire dans les affaires grecques, macédoniennes et étoliennes, ces royaumes subissant eux aussi les attaques des pirates illyriens. Rome profite aussi des difficultés de Carthage lors de la guerre des Mercenaires pour occuper la Corse et la Sardaigne, alors encore soumises à la domination punique,.

## Renaissance de Carthage

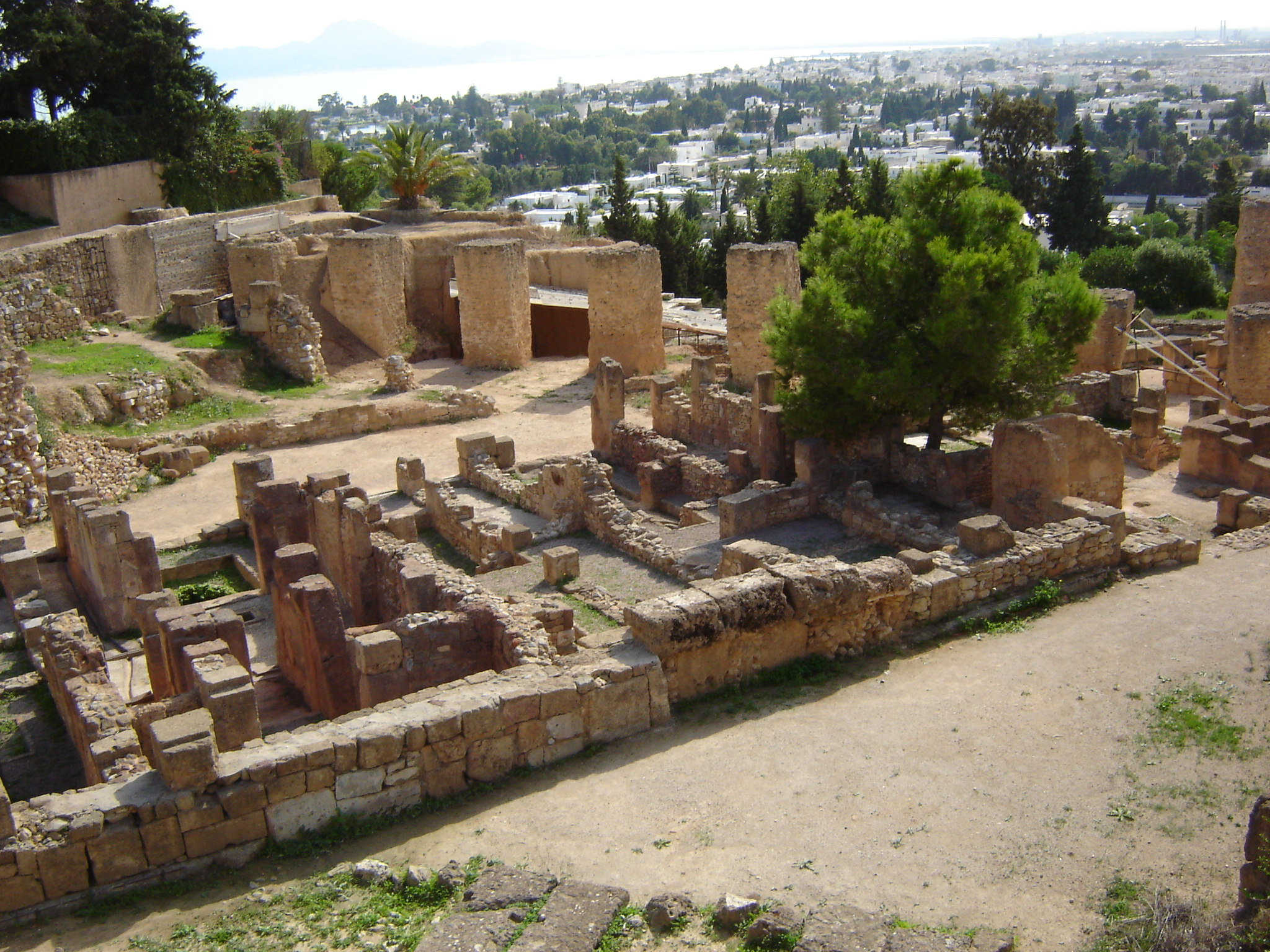
Ruine de l'antique cité phénicienne de Carthage (colline de Byrsa).

Conquête carthaginoise de l'Ibérie entre 237 et 218, puis la conquête romaine entre 218 et 206.

Après avoir vaincu les mercenaires révoltés, Carthage cherche à étendre son territoire. Le gouvernement de la ville est divisé en deux factions : la première est dirigée par l'aristocratie foncière, regroupée autour de la famille Hannon principalement ; l'autre faction regroupe plutôt les familles commerçantes, comme la famille d'Hamilcar Barca, appelée plus généralement la famille Barcide.
Hannon préconise un accord avec Rome et l'élargissement de la puissance carthaginoise à l'intérieur de l'Afrique. Hamilcar, quant à lui, pense plus à l'Ibérie, car depuis des siècles, Carthage maintient d'importants comptoirs commerciaux dans cette région, qui devient ainsi le centre principal de relance des finances carthaginoises.
Mais Hamilcar est vaincu politiquement, bien qu'il ait tenu un rôle de premier plan lors de la répression de la révolte des mercenaires. Le Sénat carthaginois y étant opposé, il ne reçoit pas les navires de la flotte carthaginoise pour aller en Ibérie. Il prend le contrôle d'une unité de mercenaires et effectue quand même le voyage en bateau en suivant la côte de l'Afrique du Nord jusqu'au détroit de Gibraltar. Il fait ce voyage accompagné par son fils Hannibal et par Hasdrubal le Beau (également dit Hasdrubal l'Ancien, général et gendre d'Hamilcar) à la recherche de nouvelles richesses pour Carthage.
L'expédition d'Hamilcar prend l'apparence d'une guerre de conquête pour Carthage, à partir de la ville de Gadès (aujourd'hui Cadix), bien qu'elle débute sans l'autorisation du Sénat de Carthage. De 237 jusqu'en 229 (année de la mort d'Hamilcar au combat), il va rendre la navigation maritime viable tant sur le plan économique que militaire, et va même envoyer des quantités importantes de marchandises et de métal vers Carthage, qui peuvent être considérées comme un tribut des populations ibériques envers la cité de Carthage Quand Hamilcar meurt, son gendre Hasdrubal le Beau lui succède durant huit années et commence une consolidation des territoires puniques en Ibérie ; il signe différents traités avec les peuples locaux et fonde une nouvelle cité « Qart Hadasht » (c'est également le nom de Carthage en carthaginois), ce qui signifie en français « Nouvelle ville ». Cette capitale de l'empire barcide bénéficie de l'apport de nombreux minerais issus de son arrière-pays et un lieu de premier choix pour en faire un arsenal pour la flotte de guerre punique, la ville étant défendue par d'impressionnantes murailles. Les Romains la dénomment sous le nom de Carthago Nova.
C'est ainsi que le jeune Hannibal assume le commandement suprême en Ibérie, s'étant déjà distingué dans l'armée pour son endurance physique, son courage et son habileté à la tête de la cavalerie, gagnant rapidement la sympathie des troupes. Il se révèle bientôt comme l'un des plus grands généraux de l'histoire. Selon l'historien allemand Theodor Mommsen : « personne comme lui n'a su allier sagesse et enthousiasme, prudence et force ».
Rome étant déjà engagée dans une guerre contre les Celtes en Gaule cisalpine, elle préfère se mettre d'accord avec Hasdrubal le Beau en 226, et conclut un traité qui place l'Èbre comme limite à l'expansion de Carthage. Ce traité permet également à Carthage de faire reconnaître les nouveaux territoires annexés en Ibérie. Carthage est à la tête d'une armée de 50 000 fantassins, 6 000 cavaliers et 200 éléphants, un problème économique se pose concernant l'entretien des troupes (notamment la solde), c'est pourquoi les Carthaginois cherchent des cibles potentielles. Le tournant se produit en 221, quand Hasdrubal le Beau est tué par un mercenaire celte, et l'armée carthaginoise proclame comme chef Hannibal. Hannibal n'a que 26 ans quand il devient le troisième général de l'armée carthaginoise en Ibérie,. À Carthage, après une décision du peuple, le Sénat carthaginois décide de ratifier le commandement d'Hannibal,.

## Casus Belli(219)

Carte du siège de Sagonte en 219.

Polybe dans ses Histoires énumère les trois raisons principales du déclenchement de la deuxième guerre punique :
- l'esprit de revanche d'Hamilcar Barca (le père d'Hannibal)[A 26]. Ce dernier, une fois la guerre des Mercenaires terminée, commence à faire des préparatifs en vue d'une nouvelle guerre contre Rome[A 27],[A 28]. Hamilcar Barca fait également jurer à son fils Hannibal lorsqu'il quitte Carthage de vouer une haine éternelle à Rome[A 29]. Hannibal, malgré sa jeunesse, comprit le sens de ce serment. À 26 ans, il devient le chef de l'armée, et une idole pour ses hommes, avec lesquels il vit pendant des années les dangers et les difficultés. Il impulse également en Ibérie une politique décisive en y augmentant l'étendue du territoire carthaginois[A 30] ;
- Carthage doit supporter la perte de la Sardaigne, avec en plus le paiement de 1 200 talents supplémentaires, par rapport à ce qui est convenu après le traité mettant fin à la première guerre punique[A 9],[A 31] ;
- l'armée d'Hannibal ; grâce à ses nombreux succès dans la péninsule Ibérique, Hannibal réussit à susciter un esprit de vengeance contre les Romains[A 32].

Pour Polybe, tout comme pour Fabius Pictor, le siège de Sagonte semble être la première cause du déclenchement de la guerre. La seconde cause est le passage de l'Èbre par les armées carthaginoises. Ces deux événements semblent apparaître comme les causes immédiates, mais certaines autres causes semblent être plus profondes. Le traité de 226 qui marque la limite de l'influence punique semble être une cause plus profonde, surtout que certaines cités de l'espace carthaginois sont alliées de Rome : Emporion, Rhode et la plus célèbre de toutes, Sagonte. La cité de Sagonte est construite sur une colline, et l'assaut de cette position fortifiée doit permettre à l'armée d'Hannibal d'affiner sa préparation en vue de ses prochaines offensives. Sagonte est donc la principale raison du casus belli de la deuxième guerre punique,.
Hannibal, avant de déclarer ouvertement la guerre à Rome, doit assurer la maîtrise du territoire ibérique. Pour cela, il envahit les peuples voisins de la cité de Sagonte. C'est ainsi que les Olcades sont vaincus, puis les Vaccéens et les Carpétans entre 221 et 219. Tous les peuples au sud de l'Ebre étant alors soumis, Hannibal peut désormais s'occuper de la cité de Sagonte.
Hannibal profite d'un prétexte pour déclarer la guerre à Sagonte, et celle-ci demande de l'aide à Rome. La République romaine se contente seulement d'envoyer des ambassadeurs à Hannibal, ambassade que le général carthaginois refuse de recevoir. Il met un siège drastique devant la cité en mars 219 av. J.-C.,, le siège dure huit mois avant que Rome ne se décide à prendre des mesures, d'où la réponse d'un ambassadeur sagontin :

« (la) Dum Romæ consulitur, Saguntum expugnatur »

« (fr) Pendant qu'à Rome on discute, Sagonte tombe »

Le siège de la cité de Sagonte commence en 219. Hannibal sait qu'en faisant le siège de cette cité, il ouvre la possibilité que Rome entre en guerre contre Carthage. Et cela même si, selon le traité de 241 qui délimite les zones d'influence respectives des deux puissances rivales, Rome n'aurait pas dû contracter d'alliance au sud de l'Èbre. Il semble que Rome ait ici profité d'une imprécision du traité, et ait interprété cette clause en considérant que la rivière citée n'est pas l'Èbre coulant au Nord de l'Ibérie, mais un fleuve côtier situé au sud de Sagonte. Dans ce cas, c'est Carthage qui se trouve en tort. Cet artifice permet à Rome de ne pas se parjurer, et de maintenir la paix des dieux. De plus, le Sénat de Rome envoie une ambassade pour tenter d'arrêter le siège par la diplomatie. Ce dernier ne la reçoit pas en prétextant un manque de temps. L'ambassade romaine s'embarque alors en direction de Carthage. Lors de son arrivée à Carthage, elle est reçue par le Sénat. C'est un nouvel échec, car la presque totalité de l'assemblée carthaginoise soutient Hannibal dans sa décision d'en venir à un conflit armé avec Rome. Seul un sénateur nommé Hannon tente de faire passer une proposition pour qu'Hannibal arrête le siège de Sagonte, mais sans résultat. L'ambassade romaine propose alors deux solutions :
1. soit de livrer Hannibal et son état-major à Rome ;
2. soit l'état de guerre entre Rome et Carthage[A 42].

Finalement, Sagonte, épuisée par des mois de famine, de batailles, de mort et de désespoir se rend et elle est rasée,,,.
Les Carthaginois tentent de se défendre et de soutenir Hannibal en prétextant que dans le traité de la fin de la première guerre punique, il n'est ni fait mention de la péninsule Ibérique, ni de l'Èbre. Cependant, Sagonte est considérée comme une alliée et une amie du peuple romain, la guerre est donc inévitable.
À son retour à Rome, l'ambassade fait son rapport, et le Sénat romain décide d'envoyer une autre ambassade à Carthage, avec la déclaration de l'état de guerre entre les deux peuples. À la fin de l'année 219, la deuxième guerre punique commence.
La guerre n'a pas lieu seulement dans la péninsule Ibérique (comme le souhaitent les Romains), mais aussi en Italie et sous les murs de Rome. 

## Forces en présence

### Préparatifs d'Hannibal

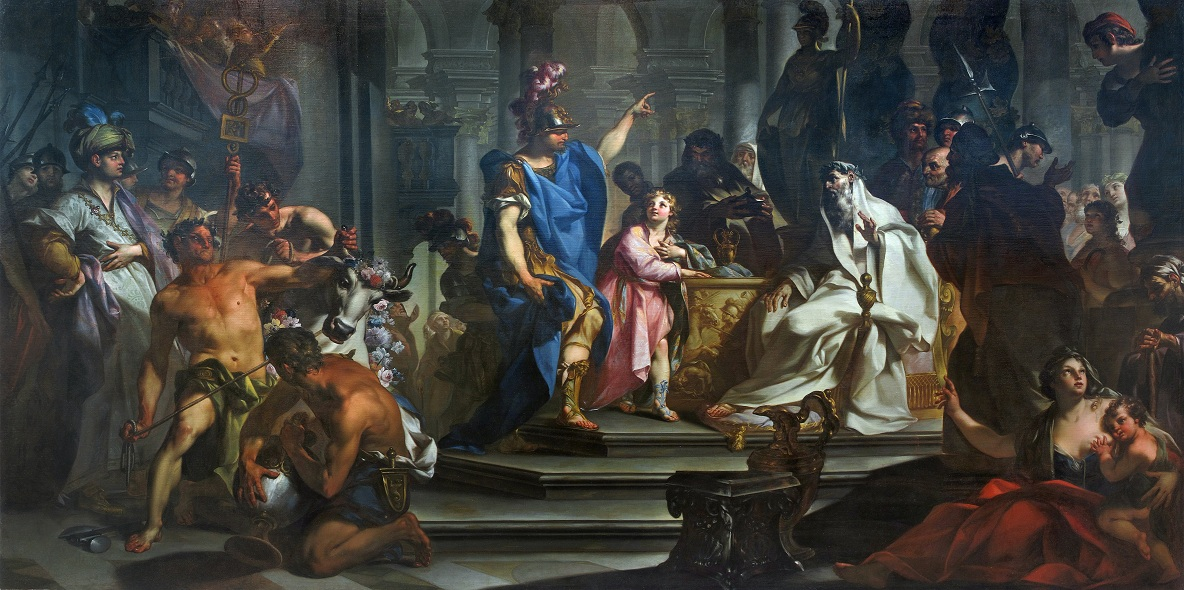
Hannibal jurant haine aux Romains, tableau de Claudio Francesco Beaumont (huile sur toile du XVIII.

Au printemps 218, quelques mois après la prise de Sagonte, Hannibal complète la deuxième sélection de son armée : il envoie une armée, vers Carthage, composée de 15 000 hommes dont 1 200 à 2 000 cavaliers numides, et 800 frondeurs des Baléares. 4 000 nobles ibériques font également le voyage comme « force d'appoint », mais il s'agit plus certainement d'otages des nombreuses tribus de la péninsule Ibérique, plus ou moins fidèles à Carthage, comme les Celtibères, les Mastiens ou les Olcades, pour s'assurer de leur fidélité. Selon Polybe, il met ainsi en place une politique prudente et avisée consistant à envoyer des soldats libyens dans la péninsule Ibérique et vice-versa, consolidant ainsi les liens de loyauté mutuelle entre les deux provinces et ainsi évitant les mêmes erreurs commises par les Carthaginois lors de la première guerre punique.
Hannibal part d'Ibérie en laissant le commandement à son frère Hasdrubal, pour tenir en respect les populations locales avec une force navale formée de cinquante quinquérèmes, deux quadrirèmes et cinq trirèmes ; et pour les forces terrestres 4 550 cavaliers dont 450 libyphéniciens et libyens, 300 Ilergetes et 1 800 parmi des Numides, des Massyles, des Mesesuli, des Maccei et des Marusi, ainsi que 11 850 fantassins libyens, 300 (ou 1 000 selon les sources) Ligures, 500 Baléares et 21 éléphants,. 
Hannibal envoie également des messagers auprès des Celtes de la Gaule cisalpine, en espérant que leur haine des Romains les fasse rejoindre son parti.
Aux forces laissées en Ibérie et envoyées à Carthage, les sources romaines de l'époque font état de 90 000 fantassins et 12 000 cavaliers prenant le chemin de l'Italie, estimations sans aucun doute exagérées. Le nombre de 60 000 à 70 000 soldats paraît plus raisonnable et seulement 20 000 fantassins et 6 000 cavaliers sont mentionnés à l'arrivée en Gaule cisalpine. Tout en mentionnant que durant son voyage, Hannibal laisse 10 000 soldats pour garder les territoires entre Sagonte et les Pyrénées et que 10 000 Ibères sont renvoyés chez eux lors de la traversée de la Gaule.

### Préparatifs de Rome

Représentation schématique d'une bataille d'une armée consulaire de type polybienne au avec les deux légions au centre et les alliés italiens (Alæ Sociorum) sur leurs côtés, et sur les flancs, la cavalerie légionnaire et celle des alliés

Rome, en plus de pouvoir mobiliser une armée conséquente potentielle de 700 000 fantassins et 70 000 cavaliers romains ou alliés d'après un recensement effectué peu avant la deuxième guerre punique en 225, peut compter sur l'apport de la province de Sicile ou celle de Hiéron II de Syracuse. Après les batailles navales de la première guerre punique, Rome construit une flotte de plus de 220 quinquérèmes et de 20 vaisseaux plus légers. La cité elle-même fournit 24 000 soldats d'infanterie et 18 000 cavaliers (pour un total de six légions) parmi ses propres citoyens, et en plus, un certain nombre d'alliés italiens au nombre de 40 000 fantassins et 4 400 cavaliers. Les deux consuls se partagent les provinces consulaires, Tiberius Sempronius Longus est envoyé en Sicile avec les forces de deux légions et de plusieurs milliers d'alliés, soit environ 24 000 fantassins et 2 000 cavaliers avec des instructions du Sénat pour aller porter la guerre en Afrique directement sous les murs de Carthage. Une flotte de 160 quinquérèmes et de 12 vaisseaux plus légers est mise à sa disposition pour transporter les troupes de Sicile en Afrique.
Dans les années qui suivent le début de la guerre, les Romains sont obligés de mobiliser encore plus de soldats. En 216, 80 000 soldats d'infanterie sont déployés, ainsi que 9 600 cavaliers,, soit l'équivalent de seize légions. En 211, le nombre de légions atteint à cette époque un record : vingt-trois légions (ou peut-être même vingt-cinq), soit environ 115 000 soldats d'infanterie et 13 000 cavaliers, ainsi que deux flottes de 150 quinquérèmes,.

## Début du conflit (218-216)

### Premières actions romaines (218)

Campagne militaire romaine près de la Sicile en 218.

La première action militaire de Rome est de mettre le siège devant la forteresse carthaginoise de Melita, située sur l'île de Malte. La garnison de la forteresse, composée de 2 000 hommes, se rend rapidement sans combattre. La Sicile occidentale et les îles Éoliennes bénéficient de l'envoi de renforts.
À Publius Cornelius Scipio, père de Scipion l'Africain et frère de Gnæus Cornelius Scipio Calvus, est assigné l'Ibérie avec le reste des forces : soit deux légions et de nombreux alliés, ce qui équivaut à une armée de 22 000 fantassins, 2 000 cavaliers et une soixantaine de quinquérèmes. Le plan est d'attaquer Carthage avec une armée qui débarquerait en Afrique, car la cité n'est pas considérée comme tout à fait prête, et avec une autre armée d'attaquer Hannibal en Ibérie en demandant l'aide des populations locales.
Des ambassadeurs sont envoyés en Ibérie pour rechercher l'alliance des tribus celtibères, qui étaient depuis des années en lutte contre les Carthaginois, notamment les tribus des Ilergetes et les légendaires frondeurs des Baléares. Mais seulement quelques tribus acceptent, les autres se rappelant le manque d'aide à Sagonte de la part de Rome. Cette réaction s'étend sur les deux versants des Alpes (en Gaule et dans une partie de la Gaule cisalpine). Rome peut seulement compter sur ses propres forces et sur celles d'Italie dont certains territoires sont à peine conquis, et encore parcourus chez certains par des frémissements de liberté.
Les Romains consacrent du temps à la fortification des villes de la Gaule cisalpine et ordonnent à 6 000 colons de chaque nouvelle ville fondée, d'être en mesure de se trouver à un endroit établi dans un délai de trente jours. Placentia est la première des colonies fondée sur le fleuve Pô, la seconde, Crémone, se situe au nord du fleuve. Ces deux cités doivent contrôler les populations celtes des Boïens et des Insubres, qui, une fois conscientes de l'avancée carthaginoise en Gaule transalpine, vont se rebeller contre le pouvoir romain.
En Sicile, les Romains apprennent par leur allié Hiéron II de Syracuse que l'objectif principal des Carthaginois est l'occupation de Lilybée. C'est ainsi que le propréteur Marcus Æmilius Lepidus, qui administre cette province, réagit immédiatement en envoyant des ambassadeurs et des tribuns dans différentes villes, afin que les dirigeants soient particulièrement vigilants face à cette menace et que Lilybée reçoive toutes les formes de défense possibles. Lorsque les Carthaginois attaquent la ville avec 35 quinquérèmes, un matin de l'été 218, le signal est immédiatement donné par les postes d'observation. La bataille navale qui s'ensuit voit les Romains l'emporter et repousser l'ennemi, tout en poursuivant l'occupation de Melita sur l'île de Malte. Les débarquements puniques sur les îles Lipari et Vulcano dans les îles Éoliennes sont repoussés par Hiéron II de Syracuse.

### Marche punique vers l'Italie (218)

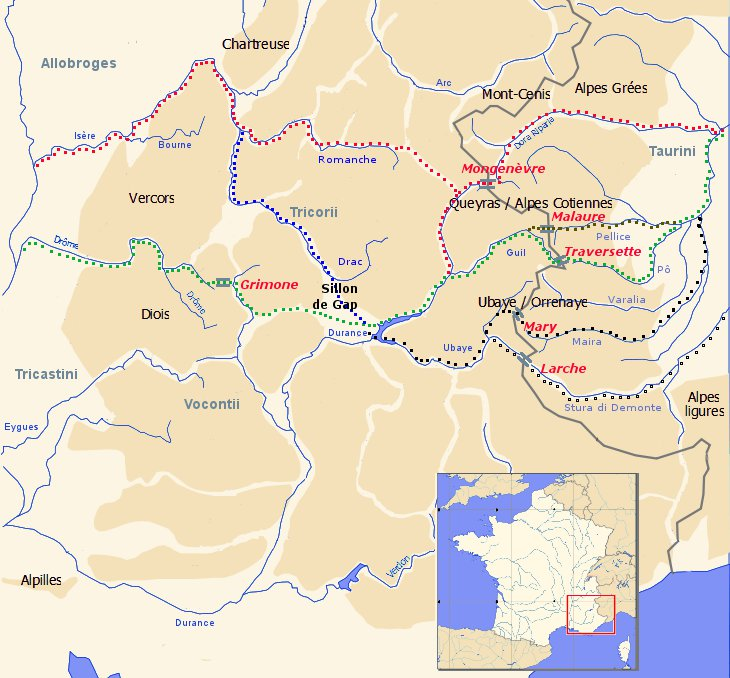
Possible route suivie par Hannibal pour arriver en Italie.

En mai 218 av. J.-C., Hannibal quitte la péninsule Ibérique, avec entre 90 000 et 100 000 hommes d'infanterie ou de cavalerie, ainsi que 37 éléphants,. Il doit se déplacer rapidement s'il veut diviser les forces de Rome pour les empêcher d'attaquer Carthage, condition également nécessaire s'il veut mettre fin à la guerre rapidement. En amenant la guerre sur le territoire ennemi, il espère susciter par sa présence en Italie à la tête d'une grande armée et par une série de victoires, une révolte générale des peuples italiques récemment soumis à la domination de la République romaine.
L'infériorité navale carthaginoise l'oblige à choisir une voie terrestre pour attaquer l'Italie. Il passe l'Èbre, et pendant environ deux mois, son armée se bat contre les peuples se trouvant entre le fleuve et les Pyrénées (y compris les Volques), perdant 22 000 hommes (soit par décès ou soit par défection). Il laisse pour la protection des nouveaux territoires conquis un contingent d'environ 10 000 hommes et 1 000 cavaliers sous le commandement d'Hannon. Après avoir traversé les Pyrénées en direction du Rhône, il lui reste 48 000 fantassins, 9 000 cavaliers et 37 éléphants.
Hannibal cherche l'alliance des populations gauloises et ligures sur les terres desquelles son armée doit passer. Il leur assure ne pas vouloir conquérir leurs terres. La région celtique qu'Hannibal doit traverser pour atteindre le Rhône est souvent neutre, voire bienveillante, les populations trouvant là l'occasion d'un commerce de fournitures avantageux. Cependant, le passage chez certaines tribus, est loin d'être facile et il doit se frayer un passage par les armes en perdant environ 13 000 hommes dont 1 000 cavaliers.
Après la désertion de 3 000 Carpétans, il permet à 7 000 hommes, peu désireux de le suivre de rentrer chez eux. Vers le milieu du mois d'août, il atteint le Rhône avec 38 000 fantassins et 8 000 cavaliers, majoritairement des troupes fidèles et déjà rodées au combat dans de dures batailles. 
Pendant ce temps, la diplomatie d'Hannibal dans la Gaule cisalpine pousse les Gaulois Insubres et les Boïens à la révolte. Ils chassent les colons de Placentia et les repoussent à Mutino, qui est en état de siège et manque de peu d'être occupée. Ces actions forcent Publius Cornélius Scipion à se dérouter vers la vallée du Pô alors que ses forces sont à Pise en attente d'embarquement pour la Gaule. Il doit revenir à Rome pour enrôler une septième légion, et se voit contraint de l'envoyer contre les Insubres. Il réussit à arriver à Massilia pour affronter Hannibal, mais il a perdu un temps précieux,.
Mais les territoires alliés à Rome, harcèlent l'armée carthaginoise qui doit s'éloigner de la côte pour éviter Marseille.

### Traversée des Alpes par Hannibal (218)

Représentation de la traversée des Alpes par Hannibal, avec son armée et ses éléphants.

Hannibal doit faire passer son armée sur la rive gauche du Rhône. Il est attendu par la puissante tribu des Volques et Publius Cornelius Scipio avec ses légions, qui en partance pour l'Ibérie et en raison des retards accumulés et de la marche rapide d'Hannibal, sont redirigées vers Massalia,. Après avoir défait les Volques, les Carthaginois comprennent qu'ils ne peuvent pas rejoindre l'Italie par la route côtière et la rejoignent donc par les montagnes en empruntant les vallées du Rhône et de l'Isère.
La rencontre des forces romaines et carthaginoises en Gaule se limite à un accrochage de détachements de cavalerie envoyés en reconnaissance (bataille du Rhône).
Il n'y a aucune certitude quant au lieu utilisé par Hannibal pour franchir les Alpes. Le passage des Alpes par Hannibal est rapporté par Polybe, puis Tite-Live, sans que l'on puisse avoir de certitude sur itinéraire par lequel il est précisément passé. Le récit de Polybe a été analysé comme indiquant qu'Hannibal aurait suivi le cours de l'Isère, décidant de franchir les Alpes depuis le col du Mont-Cenis. Une autre possibilité évoquée par les historiens est la traversée par le col du Petit-Saint-Bernard (Cremonis iugum) également cité par Cornélius Népos sous le nom de Saltus Graius ou le col de Montgenèvre. Une reconstitution plus récente, toujours basée sur les écrits de Polybe, place le passage au col de l'Autaret dans les vallées de Lanzo et la descente vers l'actuelle municipalité d'Ussel. Giovanni Brizzi évoque le passage des Alpes par le col de la Traversette. La revue Archeometry reprise par la revue italienne Le Scienze, mentionne les travaux de Mahaney indiquant un passage d'Hannibal par le col de la Traversette, près du Mont Viso. 
Franchir les Alpes vers la fin du mois de septembre, harcelé par les autochtones, alors que tombent les premières neiges, pour des hommes et des animaux habitués au soleil de la côte ibère, se révèle terriblement éprouvant. Après cinq mois de trajet dont neuf jours de montée et six jours de descente (18 jours en tout, selon Tite-Live), c'est une armée de 20 000 fantassins et 6 000 cavaliers épuisés qui arrive en Italie sur le territoire des Taurins, qui deviendra Turin .

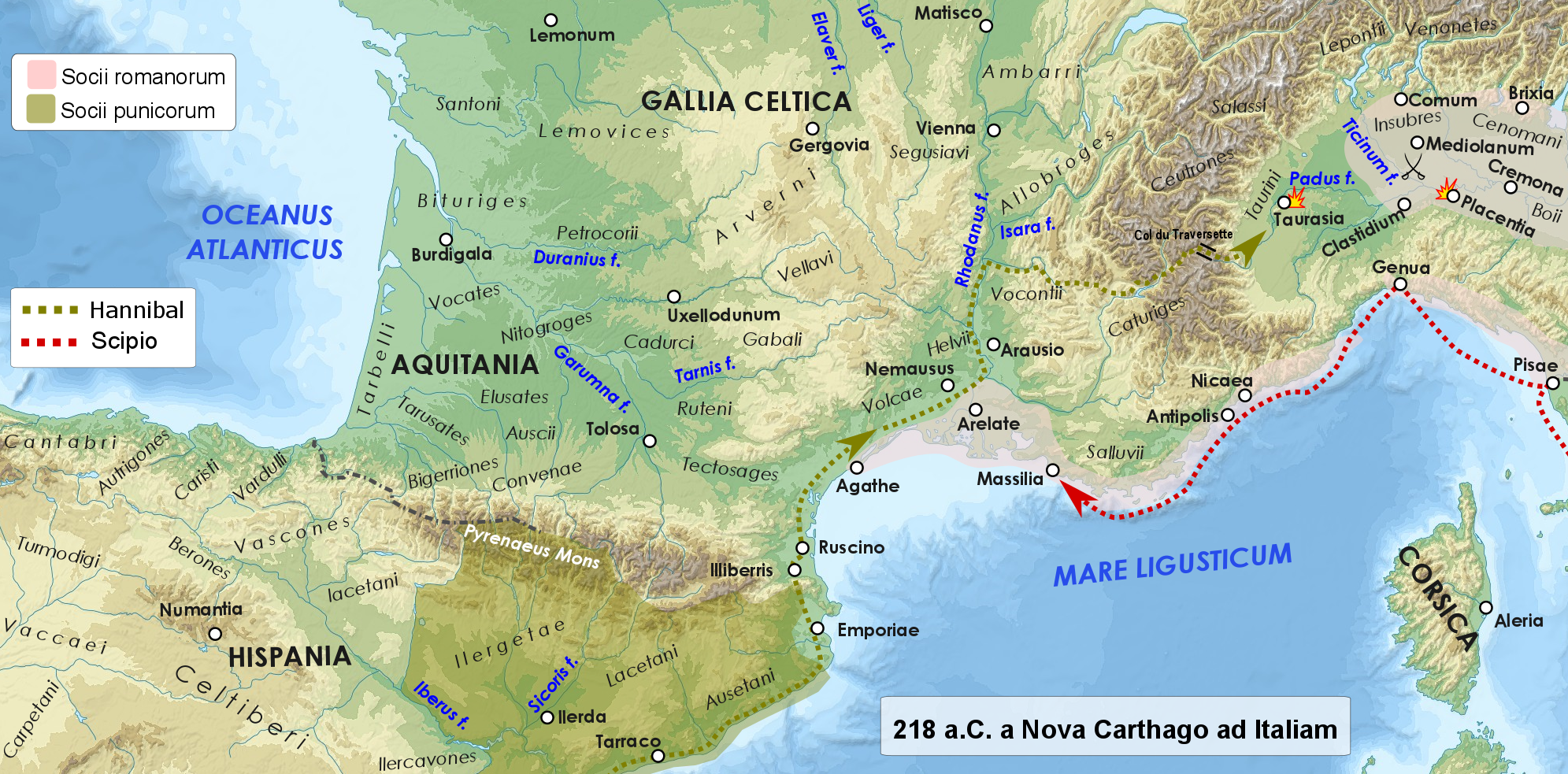
Marche d'Hannibal depuis Qart Hadasht jusqu'à l'Italie centrale et premier affrontement avec Publius Scipion à la bataille du Tessin.

Rome est contrainte de réviser son plan de manœuvre. Tout d'abord, Publius Cornelius Scipion doit rebrousser chemin à Massalia avec une partie de son armée, l'autre partie naviguant vers l'Ibérie sous le commandement de son frère, Gnæus Cornelius Scipio Calvus. L'armée du consul Sempronius Longus qui stationnait à Lilybée afin de préparer un débarquement en Afrique doit revenir de Sicile par Ariminum. Cette dernière armée doit effectuer sa jonction avec l'armée de Publius Scipion.

### Succès d'Hannibal (218-217)

#### Bataille du Tessin et conséquences

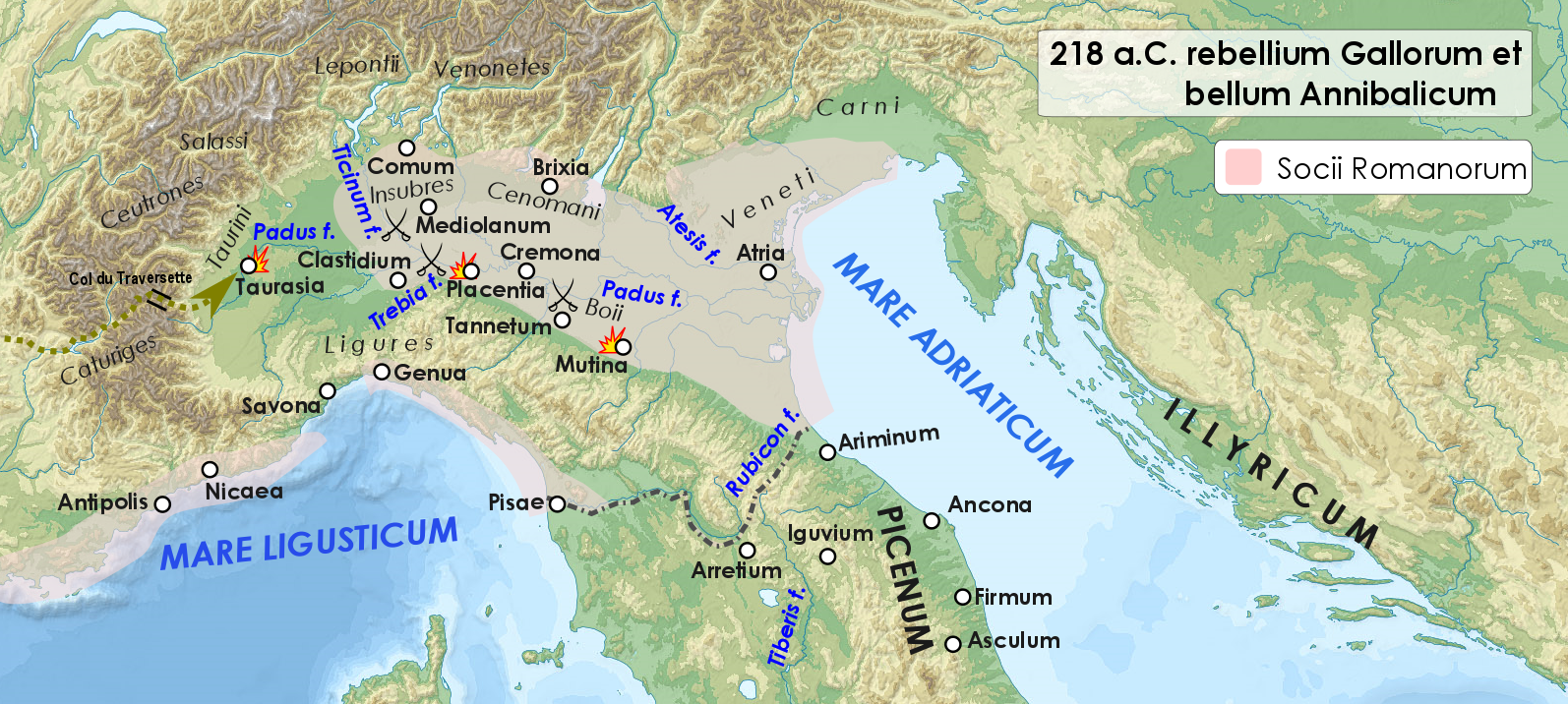
Gaule cisalpine, théâtre des opérations de l'automne 218, de la révolte des Boïens avec le siège de Mutina (Modène) jusqu'aux victoires d'Hannibal au Tessin et à La Trébie.

Publius Cornelius Scipio, de retour en Italie, franchit le Pô en octobre 218 av. J.-C. pour y affronter Hannibal lors de sa descente des Alpes (descente durant laquelle Hannibal perd un œil) afin d'empêcher sa jonction avec les Insubres révoltés. La rencontre a lieu entre deux rivières, le Tessin et le Sesia : c'est la bataille du Tessin. Un affrontement des cavaleries des deux armées composée pour les Romains de vélites et de la cavalerie gauloise, les Carthaginois rassemblent une armée cosmopolite de soldats africains, ibères et numides sous les ordres de Maharbal. Au cours de cette bataille, les Romains sont défaits et Publius Scipion est blessé et est sauvé par son fils le futur Scipion l'Africain d'après la légende.
Les Romains se replient en bon ordre en franchissant le Pô, puis ils affectent des troupes à la destruction du pont qui enjambe le fleuve, ce qui permet à Hannibal de capturer 600 soldats romains supplémentaires. Hannibal franchit à son tour le fleuve deux jours plus tard en prenant soin de recevoir des déserteurs celtes de l'armée romaine et de conclure une alliance avec le peuple des Boïens.
Sur le plan diplomatique, après cette victoire carthaginoise, la plupart des peuples celtes du sud de la plaine du Pô rejoignent le parti d'Hannibal. Publius Cornelius Scipio décide d'aller camper près de Plaisance, une colonie romaine fondée en 219, dans la plaine du Pô. Cette bataille met en évidence la supériorité de la cavalerie carthaginoise sur toutes celles qui furent engagées durant cette guerre.

#### Bataille de La Trébie et conséquences

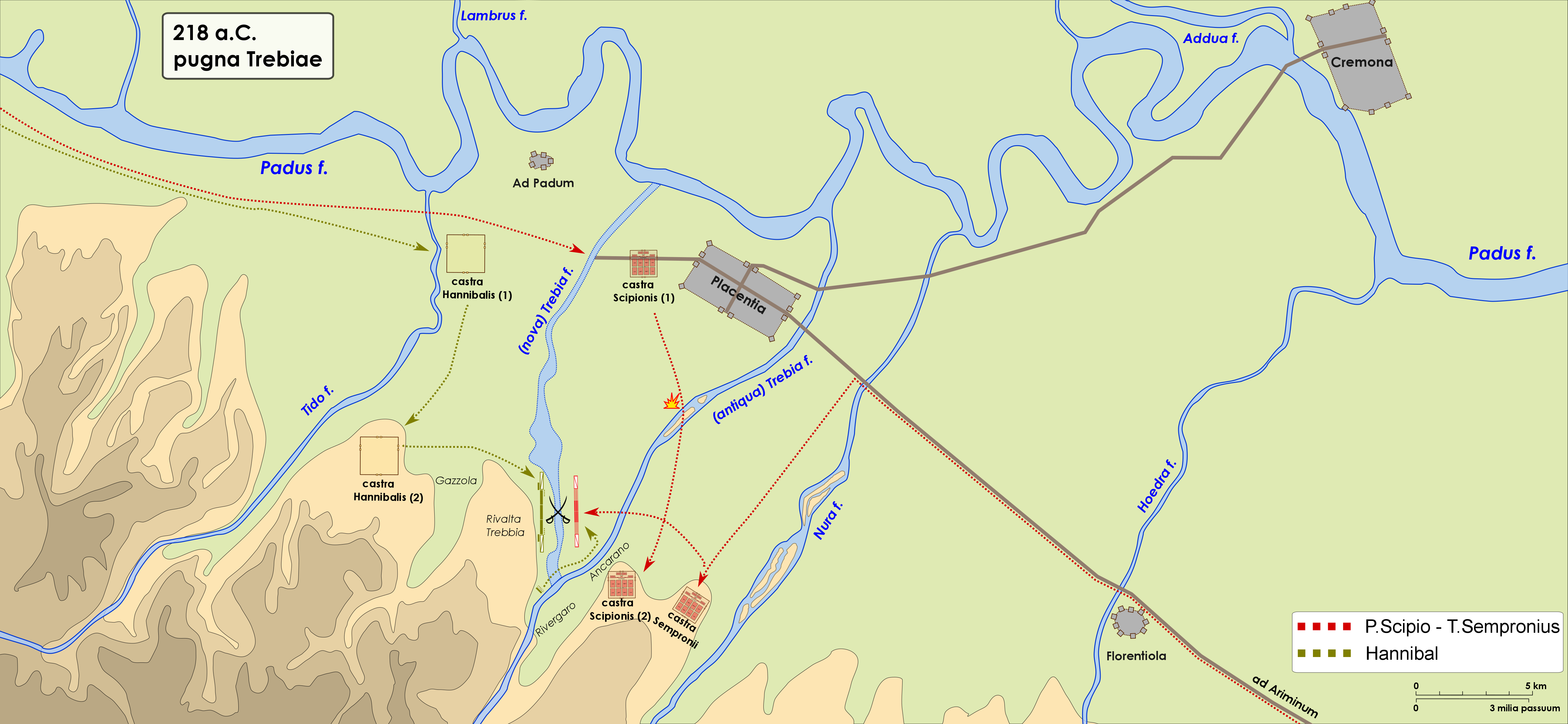
Carte de la bataille de La Trébie où apparaît le cours antique de la rivière Trébie comme mentionnés dans les textes de Polybe et de Tite-Live. Elle s'écoule à l'Est de Plaisance et non à l'Ouest comme aujourd'hui.

Pendant qu'Hannibal poursuit sa marche, les armées de Tiberius Sempronius Longus et de Publius Cornelius Scipio opèrent leur jonction sur la Trébie, près de Placentia. Les deux consuls romains installent leur camp sur une hauteur à proximité d'un peuple celte encore allié. Pendant que les Romains travaillent à leur stratégie, Hannibal, manquant de vivres, profite de ce répit pour obtenir Clastidium grâce à un transfuge issu d'Italie du Sud, Dasius. Hannibal s'empare des stocks de blé romain et Sempronius Longus décide de passer à l'action sans l'accord de Publius Scipion,, qui ne veut pas d'un affrontement immédiat avec Hannibal, car il pense que ses troupes se seront aguerries pendant l'hiver, et que les Gaulois ne resteront pas fidèles très longtemps aux Carthaginois.

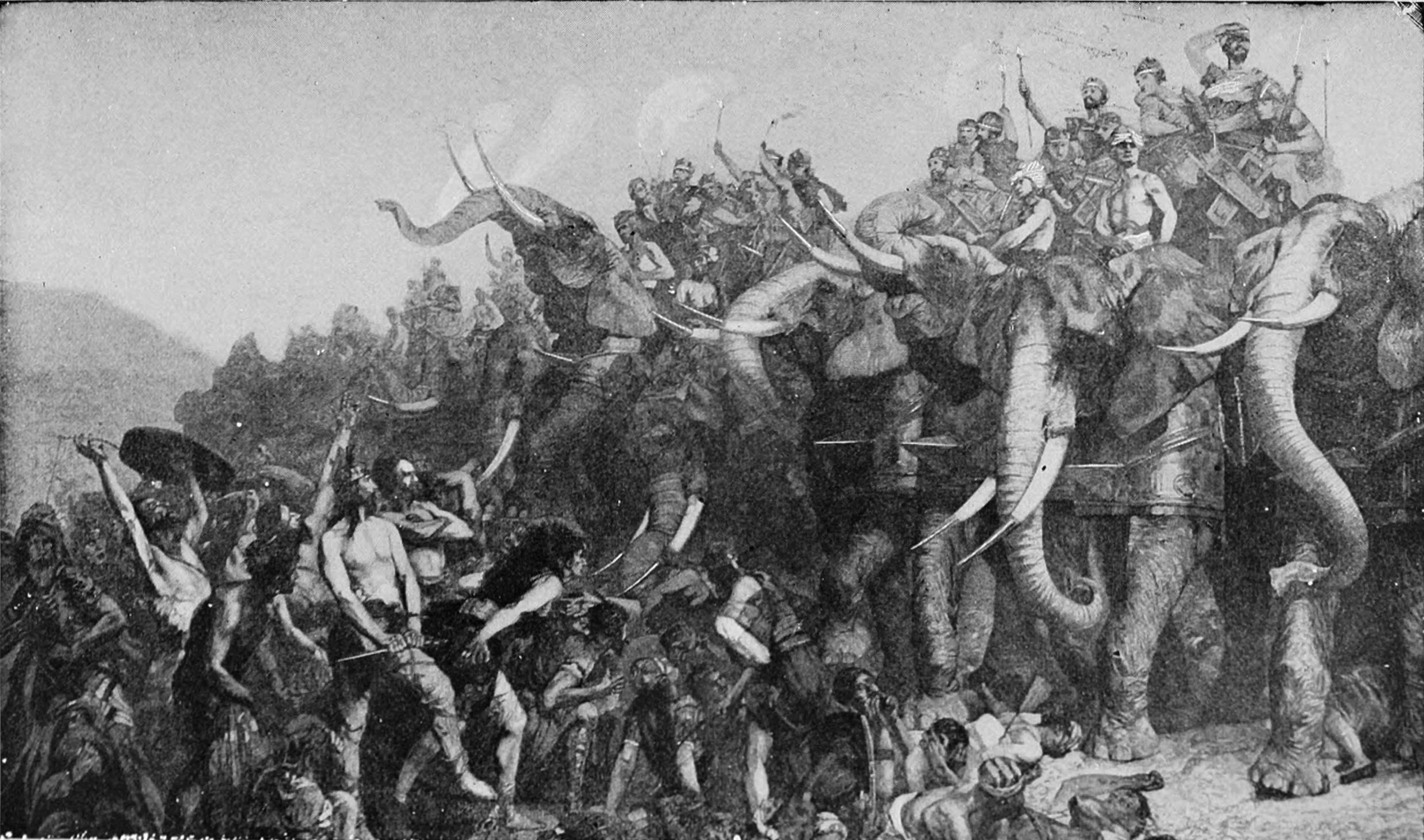
Gaulois venant offrir leur alliance à Hannibal, illustration de Six thousand years of history d'Edgar Sanderson, 1900.

La bataille débute à la fin du mois de décembre, quand Sempronius Longus lance à l'offensive quatre légions romaines (36 000 fantassins et 4 000 cavaliers) et franchit la rivière La Trébie. C'est en réalité par stratagème qu'Hannibal fait harceler les troupes romaines par sa cavalerie légère numide. En retrait, dissimulés, 2 000 Puniques sous les ordres de Magon attendent de passer à l'action. Après avoir traversé la rivière, les Romains ont froid et sont affamés, et les 20 000 fantassins et 8 000 cavaliers de l'armée d'Hannibal les attendent. C'est à ce moment que Magon se lance contre l'arrière des troupes romaines et les prend à revers, ce qui provoque une fuite désespérée des Romains,.
C'est une défaite terrible pour les Romains : ils perdent au moins 20 000 hommes en raison de la présence de La Trébie sur leurs arrières, ce qui ralentit leur repli. 10 000 soldats romains réussirent tout de même à se dérober, en perçant le centre punique, sur la colonie de Plaisance,. Hannibal vainqueur, qui n'a perdu que 1 500 hommes, reçoit le ralliement de nombreux Celtes, qui complètent ses effectifs. À Rome, l'inquiétude n'est pas immédiate car le consul Tiberius Sempronius Longus envoie une lettre au Sénat affirmant que la défaite est due à un orage. Quand les sénateurs romains réalisent la gravité de la situation, ils décident l'envoi de renforts en Sardaigne, en Sicile, à Tarente et dans d'autres positions stratégiques. Le Sénat demande également de l'aide à son allié de Syracuse, Hiéron II, ce que Rome obtient. Hiéron II envoya 500 archers crétois et 1 000 peltastes. Cornelius Scipion s'embarque pour l'Ibérie avec le titre de proconsul.
Hannibal ne peut poursuivre l'armée romaine en déroute car son armée est épuisée à cause des conditions météorologiques, ce qui va causer la perte de nombreux soldats et éléphants carthaginois dans les jours qui suivent. Un seul éléphant va survivre : Syros. Il profite de cette période pour attaquer les différentes places fortes afin de ravitailler son armée et d'affamer les garnisons romaines de Crémone et de Placentia. Après avoir pris la ville de Victimulae et devant l'impatience des Celtes qui rêvent d'acquérir les richesses de Toscane et du Latium, le général carthaginois reprend sa marche au début de l'année 217.

#### Bataille du lac Trasimène et conséquences

Embuscade d'Hannibal et bataille du lac Trasimène.

Au printemps 217, Hannibal pénètre en Étrurie en franchissant les Apennins. Rome organise sa défense : une nouvelle armée de quatre légions, conduite par le consul romain Caius Flaminius Nepos, entre en jeu. Trois autres légions et une flotte sont destinées au front sud et deux légions sont affectées à la défense de la ville même de Rome. Le deuxième consul Cnaeus Servilius Geminus prend possession de ses deux légions à Ariminum sur la mer Adriatique. L'ancien consul Tiberius Sempronius Longus rejoint ses troupes à Arretium en Étrurie afin de faire barrage aux Puniques de chaque côté des Apennins.
Hannibal avec une armée de 40 000 hommes, choisit dès mars de passer par le trajet le plus court à travers des marécages boueux de l'Arno. Une fois l'obstacle franchi, il campe près de Fiesole. Pendant que son armée récupère, Hannibal multiplie les pillages afin de forcer Caius Flaminius Nepos à l'attaquer avant que les armées romaines n'opèrent leur jonction,. Flaminius refuse l'affrontement direct car avec deux légions son armée est en infériorité numérique, il se contente de suivre les mouvements puniques. Hannibal n'a d'autre choix que d'essayer de piéger le consul romain en se servant des nombreux pillages que son armée effectue entre Cortone et le lac Trasimène. Le lieu choisi par le général carthaginois se situe dans la plaine de Tuoro, entre le mont Gualandro et les rives nord du lac. L'armée romaine campe le soir-même près du défilé de Borghetto, accompagnée par de nombreux marchands, prêts à acheter les futurs prisonniers de guerre de l'armée punique comme esclaves.
Flaminius tombe dans un piège le 20 juin 217 av. J.-C. : sur les bords du lac Trasimène, en s'engouffrant avec son armée de 25 000 hommes dans le défilé sans envoyer d'éclaireurs,. Le brouillard est dense ce jour-là et l'armée d'Hannibal surprend l'armée romaine en ordre de marche entre le lac et le défilé,. Les Romains perdent de 15 000 à 20 000 légionnaires, massacrés ou noyés. Caius Flaminius Nepos est tué et Hannibal fait environ 10 000 prisonniers. 6 000 Romains échappent au désastre et parviennent à se réfugier sur une colline près du lac Plestia, mais ils déposent les armes devant le général Maharbal le lendemain.
Hannibal choisit de faire libérer les prisonniers italiques afin de montrer qu'il n'est présent que pour libérer l'Italie de la tutelle romaine. Le lendemain, 4 000 cavaliers sous les ordres de Caius centenius, envoyés en renfort par Servilius Geminus, sont tués ou faits prisonniers. Ces deux succès lui apportent de l'équipement, principalement des épées, ce qui fait évoluer les techniques de combat des soldats puniques en leur apportant plus de mobilité, eux qui sont habitués jusqu'à cette bataille à la sarisse macédonienne,. Dans le même temps, Rome est contrainte d'envoyer des troupes en renfort dans le sud : deux légions en Sicile, une en Sardaigne, une garnison et soixante quninquérèmes pour défendre le port de Tarente.

### Offensives romaines en Ibérie et en Mer de Sicile (217)

Campagnes militaires romaines en Ibérie en 218-217.

Les Romains arrivent en Ibérie en 218 sous la conduite de Cneus Cornelius Scipion, accostent à Ampurias et mènent une politique de conquête basée sur la clémence envers les peuples hispaniques vaincus. Leurs avancées sont ne sont pas contrées par Hannon, chargé de défendre l'Ibérie, qui tarde à intervenir. Il finit par se lancer dans la bataille sans attendre l'arrivée des renforts menés par Hasdrubal Barca et se retrouve donc face à une armée romaine renforcée par des auxiliaires hispaniques.. Les Ilergetes conduits par Indibilis se joignent à l'armée d'Hannon pour la bataille de Cissa à la fin de l'année 218. C'est une nette victoire romaine : 6 000 morts carthaginois et 2 000 prisonniers dont Hannon et Indibilis.
Au même moment, Hasdrubal va en direction de Tarraco pour y détruire la flotte romaine au port, puis se replie au-delà de l'Èbre avant de mener une guérilla dans la région toujours avec l'aide des Ilergetes. La réaction de Cneus Scipion est impitoyable, il soumet les Ilergetes, mais aussi les Ausétans et les Lacétans, qui doivent payer respectivement à un tribut de 20 talents d'or,. Hasdurbal passe l'hiver à préparer une flotte de guerre sous les ordres d'Himilcon, mais Cnaeus Scipion va le devancer en attaquant la flotte punique à l'embouchure de l'Èbre. C'est une victoire romaine qui se solde par la capture de 25 vaisseaux de guerre. Cnaeus Scipion capture dans la foulée les îles Baléares et obtient des renforts composés d'une légion romaine élargie (environ 8 000 soldats) et l'arrivée de son frère Publius avec le titre de proconsul accompagné de 25 navires supplémentaires,,. À l'automne, les deux frères Scipion et l'armée romaine passent l'Èbre au moment où Hasdrubal et ses Carthaginois combattent les Celtibères, mettent le siège devant Sagonte et la reprennent aux Puniques.
Dans le même temps, le deuxième consul Cnaeus Servilius Geminus, pendant l'été 217 doit protéger les provisions romaines à destination de l'Ibérie, les bateaux de ravitaillement romains étant la cible privilégiée des navires puniques. La protection du ravitaillement mobilise une importante flotte romaine de 120 quinquérèmes, que le consul va utiliser après le succès contre la flotte carthaginoise pour capturer Kerkennah au large de l'Afrique punique et Kossyra entre la Sicile et l'Afrique. Une fois, ces deux missions accomplies, la flotte romaine regagne le port d'Ostie où elle passe ses quartiers d'hiver.

### Marche carthaginoise vers le Sud de l'Italie (217)
À l'inverse, ces deux défaites romaines sur le sol italien
entraînent à Rome une crise politico-religieuse et un dictateur avec un mandat limité est nommé en juillet 217 av. J.-C. pour gérer l'État. Le choix se porte sur Quintus Fabius Maximus, déjà élu deux fois consul dans sa carrière politique, il nomme comme maître de cavalerie Marcus Minucius Rufus, un choix lourd de conséquences dans les mois suivants. Fabius ordonne la consultation des livres sibyllins et donne l'autorisation d'effectuer des sacrifices humainsen enterrant vivants au forum Boarium un couple de Gaulois et un couple de Grecs. Sur le plan militaire, Fabius choisit d'essayer de priver de ravitaillement et de ressources l'armée punique en utilisant la politique de la terre brûlée, puis il marche vers le sud à la poursuite de l'armée carthaginoise en empruntant la via Latina, après s'être assuré de la fidélité des cités romaines d'Étrurie et d'Ombrie.
Hannibal continue son déplacement vers le Sud en pillant Spolète et la plaine du Picénum,. Puis il décide d'aller sur la côte Adriatique, tout en privilégiant le pillage des colonies romaines uniquement. Arrivant en Apulie, le pillage, désormais de colonies latines, continue : Hadria, Luceria et Arpi. Fabius et Minucius avec quatre légions à leur disposition rattrapent le général carthaginois près de Vibinum, mais les Romains sous la conduite de leur prudent dictateur refusent la bataille. Hannibal se voit contraint de passer dans le Samnium en poursuivant sa politique de pillage à Telesia et à Casilinum, puis de Falerne et de Sinuessa.
À l'automne 217, Hannibal souhaite se retirer dans les Pouilles pour y prendre ses quartiers d'hiver,. Fabius lui ferme tous les accès permettant de s'y rendre, le piège romain semble fonctionner. Le général carthaginois utilise un nouveau stratagème, il fait accrocher des torches enflammées à 2 000 bœufs, tout en passant avec son armée à l'opposé du lieu où il envoie les bœufs sous la conduite d'Hasdrubal. L'armée punique est sauve et va s'installer à Geronium suivie de près par l'armée romaine commandée par le maître de cavalerie Marcus Minucius Rufus. Fabius étant rappelé à Rome pour des offices religieux et pour participer à l'élection des nouveaux consuls, Minucius a le champ libre pour passer à l'offensive et en finir avec la tactique prudente du dictateur. Minucius remporte un succès mineur, ce qui convainc les sénateurs romains de lui donner les mêmes pouvoirs que Fabius. À son retour, Fabius et Minucius se partagent l'armée romaine dans deux camps séparés, en novembre 217 av. J.-C.. Minucius passe à l'offensive, tombe dans une embuscade tendue par Hannibal et n'est finalement sauvé que par l'intervention énergique de Fabius. La bataille de Geronium tourne à l'avantage des Puniques et les Romains laissent 6 000 morts sur le champ de bataille. Fabius et Minucius se réconcilient et recommencent leur tactique de harcèlement des armées carthaginoises.

### Poursuite de l'offensive romaine en Ibérie (216)

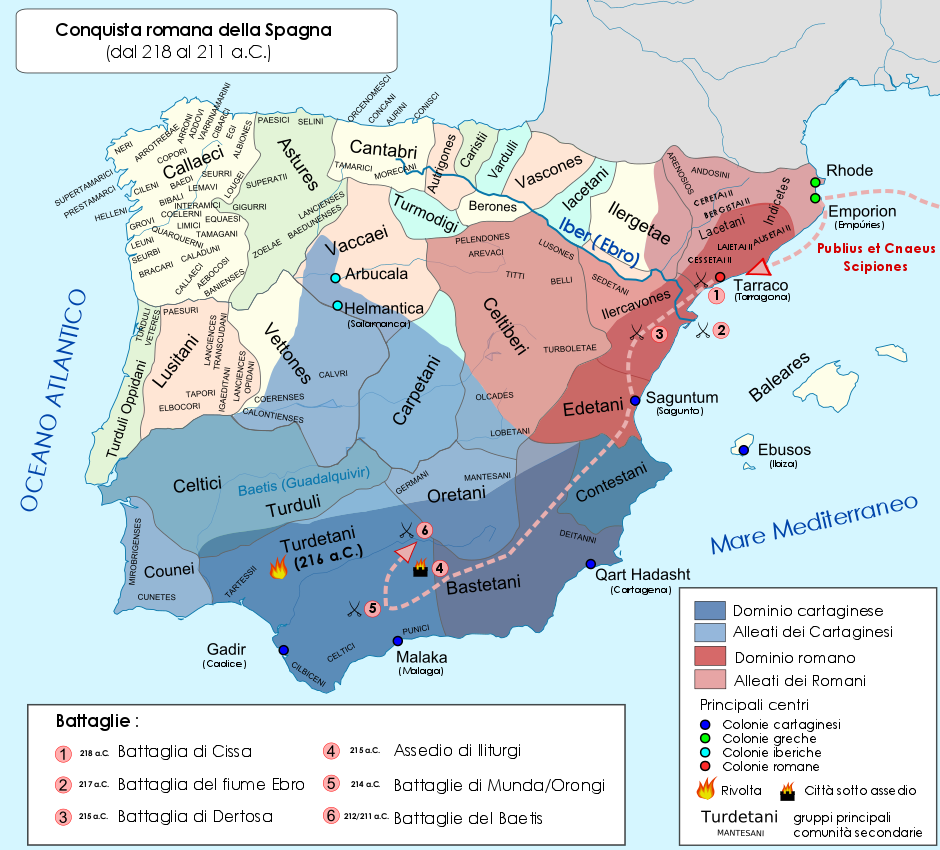
Avancée romaine en Ibérie à partir de 217.

Sur le front ibérique, au printemps 216, les deux frères Scipion se partagent l'armée romaine : à Cnaeus l'armée romaine et à Publius la flotte romaine. De son côté, Hasdrubal doit gérer une révolte, puis vaincre une coalition formée par les Turdétans, ce qu'il fait à la bataille d'Ascua. Peu de temps après, le général carthaginois commence à préparer des fonds et des troupes pour une expédition afin de venir en aide à son frère en Italie. Les frères Scipion profitent de ce répit pour poursuivre leur conquête de l'Ibérie, ils mettent le siège devant Hibera. Les Puniques en voulant à leur tour assiéger une ville alliée aux Romains déclenchent une bataille contre ces derniers. C'est une défaite carthaginoise due principalement à l'emploi de troupes ibères peu motivées à l'idée d'un futur voyage en Italie ; Hasdrubal ne parvient à sauver que sa cavalerie.
Devant ce désastre, le Sénat de Carthage est contraint de dérouter les renforts commandés par Magon Barca et destinés à débarquer en Italie. C'est ainsi que 12 000 fantassins, 1 500 cavaliers, 40 éléphants et une somme de 1 000 talents prennent la voie maritime pour l'Ibérie, auxquels doivent s'ajouter 20 000 Ibères et 4 000 cavaliers ibères l'année suivante.

### Bataille de Cannes (216)

Bataille de Cannes en 216 entre les armées romaines et l'armée punique commandée par Hannibal Barca.

Sur le plan maritime, à l'été 216, la flotte punique se montre de nouveau offensive en attaquant le royaume de Syracuse de Hiéron II.
Sur le plan terrestre, le commandement revient normalement à deux consuls : Varron et Paul Émile. Les deux anciens consuls Cnaeus Servilius Geminus et Marcus Atilius Regulus sont prorogés et deviennent proconsuls afin de commander les effectifs pléthoriques de l'armée romaine pour cette époque, huit légions soit 81 000 légionnaires et 9 600 à 12 800 cavaliers. Les alliés de Rome fournissent également les mêmes effectifs en infanterie et le triple en cavalerie. Le Sénat romain décide également l'envoi d'une légion en Gaule cisalpine sous les ordres de Lucius Postumius Albinus afin de mater la révolte celte qui contribue à la moitié des effectifs d'Hannibal et une légion en Sicile sous le commandement de Marcus Claudius Marcellus pour parer à un débarquement punique.
Hannibal quitte Gérondium et attaque la citadelle de Cannes où sont stockés les récoltes romaines du secteur. Le général carthaginois n'ignore pas que les Romains ont beaucoup appris des défaites qu'il leur a infligées les deux années précédentes, il décide donc de combattre sur un terrain plat, étroit et à découvert le long de la rivière Aufide afin de limiter le nombre de troupes que les Romains peuvent déployer. Les Romains établissent un camp sur chaque rive de l'Aufide, mais les fourrageurs romains sont régulièrement attaqués par les troupes carthaginoises. Exaspéré par la situation, le consul Varron décide d'une offensive le 2 août 216 av. J.-C. contre l'avis de l'autre consul Paul Émile.
Les unités romaines se placent en ordre de bataille habituelle, mais les rangs entre les unités sont plus resserrés par manque de place entre la rivière et les collines. Les deux consuls sont placés sur les ailes au commandement de la cavalerie et les deux proconsuls au centre du dispositif romain. 10 000 à 15 000 hommes sont affectés à la garde des deux camps romains, ce qui permet à l'armée d'aligner entre 76 000 et 79 000 soldats sur le champ de bataille. En face, Hannibal va utiliser une tactique nouvelle, son centre va progressivement reculer et ses ailes vont encercler progressivement l'armée romaine en utilisant le fait que les lourdes unités romaines ne sont pas réputées pour leur agilité. Cette bataille se termine par un désastre pour l'armée romaine.
L'armée romaine enregistre la mort de 70 000 légionnaires romains et alliés, sur un effectif de 79 000. Il faut ajouter 10 000 prisonniers, et la mort de Paul Émile, d'une grande partie de son état-major, de 80 sénateurs et d'un grand nombre de chevaliers romains. Les pertes carthaginoises se situent à un peu plus de 6 000 tués, dont les deux tiers sont des Celtes, pour 50 000 hommes engagés. Seulement 5 000 des 15 000 soldats romains gardant les deux camps parviennent à s'échapper, à rejoindre le consul Varron et à regagner Rome en passant par Canusium.
Hannibal attend que Rome, après cette défaite, entame des négociations, ce que Rome n'est pas disposée à faire. Le général punique n'ignore pas qu'il n'a pas le matériel de siège pour prendre Rome d'assaut alors que la flotte carthaginoise, qui redoute toujours les navires de guerre romains, ne peut lui acheminer des renforts. Par ailleurs, même si l'ampleur de la défaite romaine entraîne la défection des anciennes cités de Grande-Grèce et de la Sicile sous l'influence de Gélon II (fils de Hiéron II), d'autres régions restent fidèles à Rome comme ses alliés d'Italie centrale. Le bouleversement reste grand pour Rome qui, en plus de la perte d'un grand nombre de sénateurs, doit enrôler des esclaves dans ses armées.
À l'automne 216, Capoue s'ouvre aux Carthaginois à l'initiative de son plus haut magistrat Pacuvius Calavius, et Hannibal y prend ses quartiers d'hiver. Mais si ces transfuges ravitaillent son armée, ils ne sont pas décidés à prendre part à la guerre à ses côtés. C'est le célèbre épisode dit des « délices de Capoue ». Hannibal attend des renforts, mais il ne peut prendre le contrôle ni de Naples, ni de Brindisi, ni de Rhegium, ports où s'accrochent les garnisons romaines.

## Poursuite de la guerre (215-206)

### Actions puniques en Grande-Grèce et en Sicile (215)
Après la bataille de Cannes, Hannibal tente d'attirer le monde grec dans la guerre par deux méthodes : la littérature et la politique. Sur le plan de la littérature, il s'entoure d'historiens d'origine grecque plus ou moins connus comme Chaireas, Eumaque de Naples, Silénos de Kalé Akté ou encore Sosylos de Lacédémone. Pour contrer les tentatives puniques dans le domaine littéraire, une littérature en langue grecque se développe pendant ou après la deuxième guerre punique avec des historiens comme Cincius Alimentus, Coelius Antipater et Fabius Pictor. Sur le plan politique, Hannibal consolide les liens avec les anciennes cités grecques de Grande-Grèce, à l'exception de Néapolis qui demeure fidèle à Rome. Des cités comme Arpi, Capoue, Herdonae et Salapia passent dans le camp punique.
Peu après, Magon est envoyé pour soulever contre Rome les différents peuples non grecs installés dans l'ancienne Grande-Grèce. Les Bruttiens, les Lucaniens et les Samnites se soulèvent contre la République romaine lors de son passage, avant que ce dernier ne regagne Carthage pour y chercher les renforts promis. Dans le même temps, avec la prise de Consentia, Crotone, Locres et Pétélia par les armées puniques ou les peuples désormais alliés à ces derniers, le général carthaginois peut libérer ses troupes celtes qui retournent combattre en Gaule cisalpine pour défendre leurs terres contre les armées romaines. Quelques semaines plus tard, les Boïens massacrent deux légions romaines et leur commandant Lucius Postumius Albinus en Cisalpine dans une embuscade près de Modène.
En réaction, Rome nomme un nouveau dictateur Marcus Iunius Pera et un nouveau maître de cavalerie Tiberius Sempronius Gracchus dont les premières tâches vont être la constitution de quatre nouvelles légions (dont deux urbaines) et la levée de 1 000 cavaliers, sans compter l'apport des alliés. De nouvelles mesures sont mises en place : l'engagement de 8 000 esclaves, la conscription abaissée à 17 ans et le doublement des impôts. Pendant ce temps, Hannibal poursuit son expansion avec plus ou moins de réussite : prise d'Acerrae, prise à la deuxième tentative de Casilinum, échec devant Néapolis, prise de Nuceria Alfaterna, échec devant Nola.
Mais les événements restent favorables aux Carthaginois car le plus fidèle allié des Romains, Hiéron II de Syracuse, vient de mourir. Son petit-fils Hiéronyme, âgé de 15 ans, lui succède et signe une alliance avec Carthage quelques jours après son arrivée sur le trône. Carthage s'engage à fournir des troupes pour défendre la ville de Syracuse et que le territoire de cette dernière s'étendra jusqu'au fleuve Himère dans un premier temps, puis sur l'ensemble de la Sicile dans un second temps. De nombreuses cités de l'île, comme Morgantina, chassent les garnisons romaines et rallient l'alliance carthaginoise.

### Première guerre macédonienne
Hannibal emploie la diplomatie, et au printemps 215 noue une alliance avec Philippe V de Macédoine. Informés par hasard par la capture des émissaires macédoniens, les Romains bloquent toute tentative de débarquement macédonien avec une escadre de 50 navires basée à Brindisi. Philippe V, dépourvu de flotte de guerre, en est réduit à attendre une intervention navale carthaginoise, qui ne viendra jamais. Cette guerre macédonienne est incluse dans la seconde guerre punique. Philippe V ne parvient pas à s'emparer des positions romaines de Dyrrachium et Apollonia sur la côte illyrienne, tandis que les Romains le mettent en difficulté sur ses arrières, en s'alliant avec la Ligue étolienne en 212 moyennant un soutien naval romain, puis avec les villes grecques de Sparte, Messène et Élis en 211, et même avec Attale Ier roi de Pergame en 209. Lorsqu'en 205, l'échec carthaginois fut patent, le Sénat romain et Philippe V signèrent la paix.

### Enlisement en Italie: alliances et sièges (215-209)
Rome est protégée efficacement par le Latium, l'Ombrie et l'Étrurie restés fidèles. Les pertes humaines considérables sont compensées par de nouvelles levées auprès des cités alliées, et par l'enrôlement d'esclaves volontaires et affranchis pour l'occasion. Ces troupes inexpérimentées ne permettent pas d'engager une offensive. Fabius Cunctator, consul en 215 puis en 214, verrouille les passages entre la Campanie et le Latium. La guerre en Italie devient une guerre de positions ; l'issue du conflit va se décider sur d'autres théâtres d'opérations.
En 215, à Carthage, Magon doit prendre la voie de l'Espagne pour rejoindre Hasdrubal. Des Carthaginois débarquent en Sardaigne, escomptant un soulèvement indigène contre les Romains, mais ils sont anéantis. Seul un petit contingent venu de Carthage avec quelques éléphants peut accoster sur la côte italienne à Locres en 215, et rejoindre Hannibal.

#### Syracuse

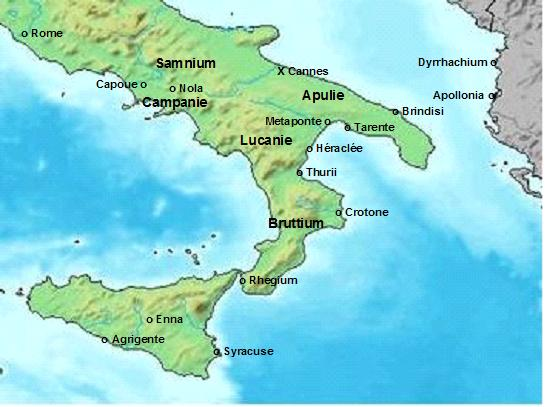
Italie du Sud, théâtre de la guerre.

La conduite de Hiéronyme provoque une sédition et il est assassiné en 214. Ceci entraîne des troubles dans la ville et finalement, toute la famille royale est massacrée. Les Carthaginois en profitent pour prendre le contrôle de la cité et, de là, tenter de reconquérir la Sicile. La prise de contrôle s'effectue plutôt par voie diplomatique, en retournant les alliances, que par des combats militaires.
Le consul Marcus Claudius Marcellus ne parvient pas à rétablir l'alliance avec Syracuse par la négociation, et au printemps 213 commence le siège de Syracuse. Dans le même temps, une armée carthaginoise de 25 000 hommes et 3 000 cavaliers débarque en Sicile, commandée par Himilcon. Il occupe Agrigente, mais ne peut faire lever le siège de Syracuse. Une épidémie décime ensuite son armée. La flotte carthaginoise ravitaille plusieurs fois Syracuse, mais retourne à chaque fois vers Carthage, redoutant un combat naval avec la flotte de guerre romaine.
En 212, Marcellus finit, après un long siège et de nombreuses péripéties par reprendre Syracuse, « la plus belle et la plus illustre des villes grecques », qu'il livre partiellement au pillage. Le grand savant Archimède est, selon une légende rapportée par Tite-Live, tué pendant le sac par un soldat qui ne le connaissait pas alors qu'il était en train de contempler des figures géométriques dans le sable. Toutes les œuvres d'art de la ville, publiques ou appartenant à des particuliers, sont transférées à Rome.
Les Romains s'assurent la fidélité de leurs alliés siciliens tentés par une alliance avec Carthage par différents moyens, y compris par le massacre « préventif » des habitants d'Enna : « Alors on égorgea les habitants d'Enna parqués dans le théâtre. […] C'est ainsi que l'on garda Enna : je ne sais si ce fut un crime affreux ou une mesure indispensable ».

#### Tarente
Lors de l'hiver 213-212, Tarente ouvre ses portes à Hannibal. Toutefois la garnison romaine retranchée dans la citadelle verrouille l'accès du port. Hannibal parvient enfin à se donner un accès à la mer, en s'emparant des cités côtières voisines de Métaponte, Héraclée et Thourioï. Si la flotte punique parvient à embarquer les troupes de Philippe V de Macédoine, elle pourra les débarquer en Italie du Sud. Mais en 211, la flotte de Bomilcar ravitaille une dernière fois Syracuse assiégée et se contente de bloquer la citadelle de Tarente, restant à l'écart de la flotte romaine de Brindisi.

#### Capoue
Profitant de la fixation d'Hannibal sur Tarente, les Romains reprennent pied en Campanie et assiègent Capoue une première fois en 212, mais Hannibal les bat. En 211, ils reprennent leur blocus, que Hannibal ne peut rompre. Ce dernier tente alors une diversion en se dirigeant sur Rome avec sa cavalerie. Aucune force ne s'interpose, les Romains refusent toujours une bataille rangée frontale.
Hannibal ad portas (« Hannibal est à nos portes ») rapporte Tite-Live. Le Sénat s'empresse d'organiser la défense de la ville derrière ses murailles et met même aux enchères le terrain occupé par Hannibal. La cavalerie d'Hannibal campe près de Rome, mais faute de machines de siège, elle doit rebrousser chemin vers l'Italie du Sud.
Les Romains n'ont pas levé leur siège autour de Capoue : la diversion d'Hannibal a échoué. Capoue capitule en 211. En punition de sa trahison envers Rome, toutes ses terres sont confisquées et rattachées à l'ager publicus. Enfin, en 209, Fabius Cunctator réoccupe Tarente. La répression est plus sévère qu'à Capoue : Tarente est pillée, et 30 000 habitants sont vendus comme esclaves.

### Front ibère (218-206)

#### Offensive romaine en Espagne
Les frères Scipion empêchent Hasdrubal de rejoindre son frère Hannibal, et suscitent en 215 une guerre du roi numide Syphax contre les Carthaginois.
Mais en 212, Hasdrubal soumet Syphax, et trois armées carthaginoises passent en Espagne. Les frères Scipion sont battus et tués en 211, les forces romaines battent en retraite sur l'Èbre.
À Rome, le jeune Publius Cornelius Scipion, fils de Publius Cornelius Scipion, qui est ensuite connu sous le nom de Scipion l'Africain entre alors sur la scène. Quoique n'ayant jamais été consul, il obtient un pouvoir proconsulaire pour l'Espagne en 210. En 209, il prend le port de Carthagène, avec le trésor de guerre et les otages ibères détenus par les Carthaginois. La libération de ces otages permet de gagner le soutien de peuples ibères contre Carthage (voir l'épisode du chef ibère Allutius). En 208, Scipion affronte Hasdrubal à Bæcula (probablement près de Santo Tomé, Jaén, Espagne), qui parvient malgré ses pertes à percer en direction du Nord pour rejoindre son frère.

#### Expédition de secours d'Hasdrubal
Hasdrubal quitte l'Espagne avec une armée de 60 000 hommes, et prend ses quartiers d'hiver en Gaule. Au printemps 207, Hasdrubal est en Italie prêt à opérer sa jonction avec Hannibal dans le Sud de l'Italie. Très audacieusement, le consul Caius Claudius Néron laisse un rideau de troupes devant Hannibal, remonte au Nord avec ses meilleures légions se joindre à l'autre consul Livius Salinator. Tous deux rencontrent et anéantissent l'armée d'Hasdrubal lors de la bataille du Métaure. Hasdrubal meurt dans la bataille, il est décapité une fois son corps retrouvé. Le consul Caius Claudius Néron se hâte de revenir à son camp et fait jeter la tête d'Hasdrubal Barca devant le camp d'Hannibal.
L'année suivante en 206, Scipion se rend en Afrique à la cour du roi numide Syphax, pour conclure un traité. Plus tard, il s'allie avec le Numide Massinissa qui en Espagne combattait avec les Carthaginois. Massinissa retourne chez les Carthaginois, mais l'alliance avec les Romains porte ses fruits plus tard lorsque Scipion mène la guerre en Afrique.
Alors qu'Hasdrubal Gisco est déjà passé en Afrique avec les restes de son armée, Scipion bat les dernières forces carthaginoises commandées par Magon à Ilipa, et s'empare de Gades (Cadix), achevant la conquête de l'Espagne carthaginoise. Magon s'enfuit avec la flotte vers les Baléares. De là, il débarque en 205 avec 12 000 hommes dans le golfe de Gênes. Magon s'empare de la ville et essaie de dresser les Ligures et les Gaulois contre les Romains. Bien qu'il parvienne à s'attirer l'amitié de ces peuples, il ne réussit pas à générer un soulèvement général. Les armées romaines effraient trop ces peuples. En 203, le préteur Publius Quinctilius Varus et le proconsul Marcus Cornelius Cethegus livrent bataille à Magon sur le territoire des Gaulois Insubres. La bataille est incertaine jusqu'à ce que Magon soit blessé à la cuisse. Les Carthaginois et leurs alliés, qui avaient osé braver les Romains, fuient. À la faveur de la nuit, Magon se réfugie chez les Ligures. Là, il est rappelé par Carthage et doit quitter l'Italie avec son armée. Il devait secourir sa patrie contre Scipion. Mais, durant le trajet, Magon meurt de sa blessure.

## Dénouement en Afrique (205-201)
Revenu d'Espagne couvert de gloire, Scipion est candidat à l'élection comme consul pour 205, quoiqu'il n'ait pas l'âge légal. Son programme est une expédition en Afrique sur le territoire de Carthage. Malgré l'opposition de Fabius, le Sénat lui accorde le gouvernement de Sicile et deux légions. Scipion consacre l'année 205 et le début de 204 à préparer son expédition : il complète ses effectifs, faisant même appel à des volontaires, une forme de recrutement exceptionnelle à l'époque. L'événement marquant de 205 sera la conclusion d'une paix de statu quo avec Philippe V de Macédoine.
Scipion débarque près de Carthage en 204 et s'allie avec le roi numide Massinissa. Ses débuts sont laborieux : il échoue à prendre Utique et doit hiverner sur un promontoire de la côte entre Utique et Carthage. L'année suivante, en 203, il attaque les camps carthaginois et numides, puis bat une armée carthaginoise commandée par Hasdrubal Gisco et Syphax aux Grandes Plaines. Puis Massinissa et Laelius capturent le roi numide Syphax près de Cirta en juin. S'ensuit l'épisode tragique de la prise de la capitale numide par Massinissa, qui voit l'épouse de Syphax (et fille d'Hasdrubal Gisco) Sophonisbe s'empoisonner pour ne pas tomber vivante aux mains des Romains. Carthage sent que la guerre est perdue et négocie avec Scipion. Elle accepte les conditions qu'il lui impose :
- évacuation des forces carthaginoises présentes en Italie et en Gaule cisalpine ;
- abandon de l'Espagne ;
- cession de sa flotte, sauf 20 navires ;
- paiement d'une indemnité de 5 000 talents.

Tandis que les ambassadeurs carthaginois vont à Rome faire ratifier ce traité par le sénat romain, Hannibal et Magon quittent l'Italie avec leurs armées en 203. À Rome même, les adversaires politiques de Scipion, qui lui reprochent d'avoir pris l'initiative de décider seul des conditions de la capitulation de Carthage, font traîner les pourparlers en longueur, et la paix n'est pas encore signée en 202. C'est alors qu'un incident mineur rompt la trêve : coupée de son arrière-pays, Carthage est affamée. Un navire de ravitaillement romain en perdition est arraisonné. Le conflit redémarre.
La rencontre des deux armées a lieu à la bataille de Zama en 202 ; les Romains, inférieurs en nombre mais aidés de la cavalerie numide de Massinissa, remportent la victoire sur les Carthaginois. Pour honorer sa victoire, les Romains ajoutent le surnom Africanus au nom de Scipion, devenu dès lors Scipion l'Africain.
De nouvelles conditions de paix sont imposées à Carthage en 201, plus dures encore que les précédentes :
- abandon de l'Espagne et des Baléares ;
- cession de sa flotte, sauf 10 navires ;
- paiement d'une indemnité de 10 000 talents, sur 50 ans ;
- interdiction de toute action militaire sans l'assentiment de Rome.

## Conséquences

### Analyse du succès romain
Rome a gagné contre Hannibal, que l'Histoire met au rang des grands stratèges et des fins tacticiens. Il séjourna 15 ans sur le sol romain, sans pouvoir amener Rome à la capitulation. Parmi les raisons du succès romain, on peut citer :
- le refus constant de la classe politique romaine de s'admettre vaincue, même si elle se divisa sur la stratégie à adopter, offensive ou défensive ;
- la capacité de recrutement romaine, comblant constamment ses pertes, mobilisant jusqu'à 25 légions, au prix d'une pression épuisante sur ses alliés et sa propre population ;
- la maîtrise maritime, qui permit de garder le contact avec l'armée envoyée en Espagne, tandis que la flotte punique n'osa jamais un affrontement naval. Cette maîtrise lui assura aussi son ravitaillement en blé depuis la Sicile, la Sardaigne et l'Espagne, ainsi que ses contacts diplomatiques avec les adversaires de Philippe V ;
- la fidélité des peuples alliés entourant Rome d'un glacis protecteur et de la plupart des ports d'Italie du Sud.

Carthage engagea bien des forces importantes à plusieurs reprises, et noua des alliances dangereuses pour Rome, mais elle ne put réaliser une coordination efficace de ses moyens, faute de maîtriser ses liaisons avec Hannibal et Philippe V.